# 山西省邮政公司

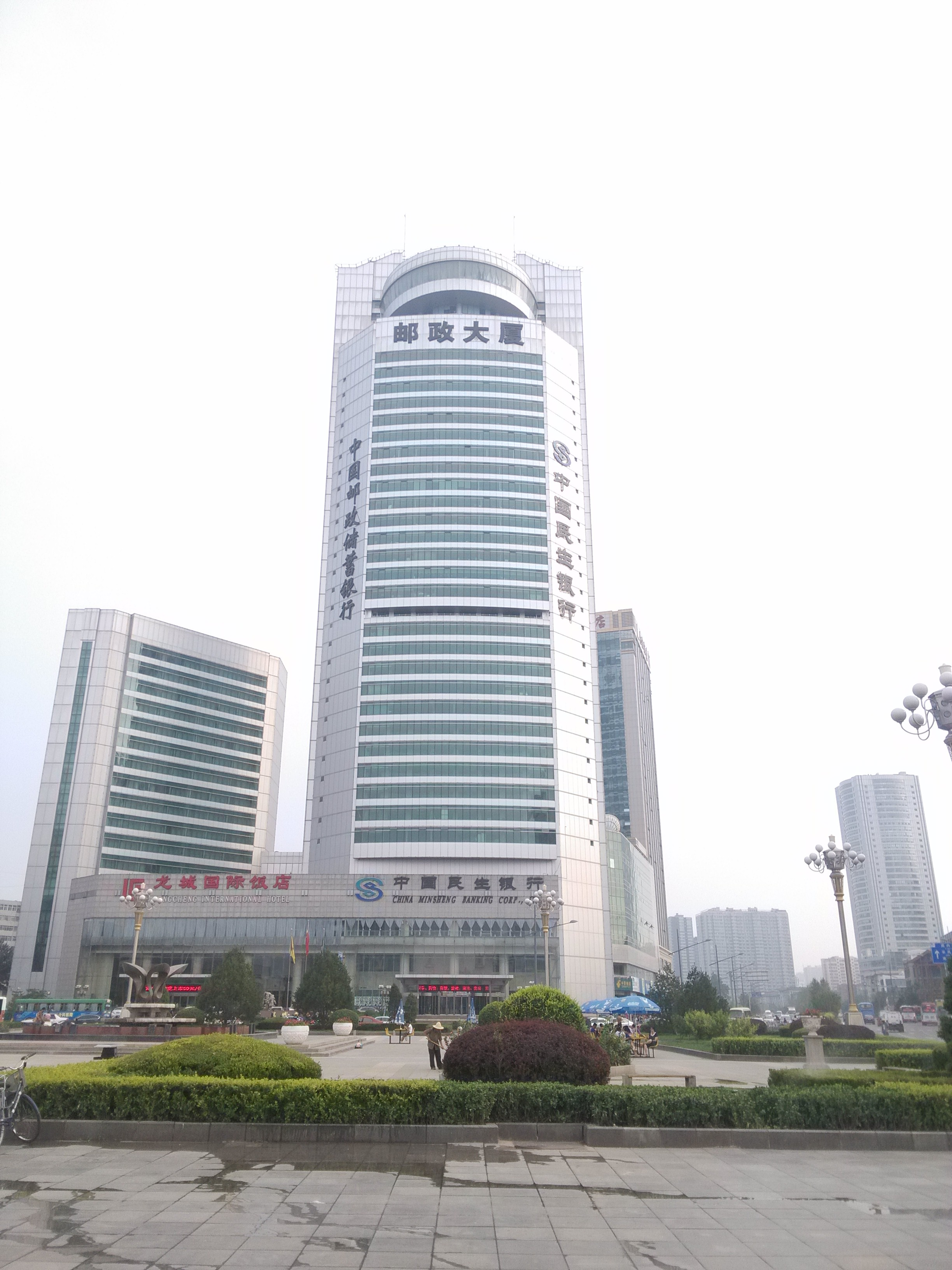
山西省邮政公司

山西省邮政公司，挂牌于2007年2月12日，是中国邮政集团公司的全资子公司，原为山西省邮政管理局。
山西省邮政公司负责山西省邮政通信网的规划、建设、运行管理工作，经营邮政专营业务。